# NGC 4453
NGC 4453 é uma galáxia espiral (Sb) localizada na direcção da constelação de Virgo. Possui uma declinação de +06° 30' 44" e uma ascensão recta de 12 horas, 28 minutos e 46,8 segundos.
A galáxia NGC 4453 foi descoberta em 28 de Janeiro de 1784 por William Herschel.